# Кільце Дедекінда
Кільце Дедекінда — область цілісності R в якій кожен ненульовий власний ідеал представляється у вигляді добутку простих ідеалів. Розклад у добуток простих ідеалів при цьому є єдиним з точністю до порядку множників. Свою назву ці кільця одержали від імені Ріхарда Дедекінда, який їх вивчав у 70-их роках 19 століття. При цьому означенні поля є тривіальними прикладами кілець Дедекінда. Зважаючи на їх відмінність від інших видів кілець Дедекінда іноді в означенні вимагається, щоб кільце Дедекінда не було полем. 

## Приклади
- Кожна область головних ідеалів є кільцем Дедекінда.
- Якщо R є кільцем Дедекінда, L — скінченне алгебраїчне розширення його поля часток, то ціле замикання R' кільця R в L знову буде кільцем Дедекінда.
- Дедекіндовими є кільце цілих алгебраїчних чисел і максимальні порядки полів алгебраїчних чисел, тобто цілі замикання  кільця цілих чисел в скінченних алгебраїчних розширеннях поля раціональних чисел.

## Еквівалентні означення
Нижче наведено кілька еквівалентних означень в яких також описуються основні властивості кілець Дедекінда. 
- Комутативна область цілісності є кільцем Дедекінда тоді і тільки тоді, коли

1. R є кільцем Нетер,
2. кожен власний простий ідеал кільця R максимальний,
3. R цілозамкнуте кільце, тобто рівне своєму цілому замиканню в полі часток.

Іншими словами, кільце Дедекінда є нетеровим нормальним кільцем, розмірність Круля якого рівна одиниці.
- Кільце R є кільцем Дедекінда тоді і тільки тоді, коли напівгрупа дробових ідеалів цього кільця є групою. Кожен дробовий ідеал кільця Дедекінда R можна єдиним способом записати у вигляді добутку степенів (додатних або від'ємних) простих ідеалів кільця R.

- Кільце Дедекінда R можна охарактеризувати також як кільце Круля розмірності один.

- Кільцем Дедекінда називається нетерова область цілісності для якої всі локалізації по простих ідеалах є кільцями дискретного нормування.
- Кільцем Дедекінда називається область цілісності для якої локалізація по кожному максимальному ідеалу є кільцем дискретного нормування і кожен ненульовий елемент належить лише скінченній кількості простих ідеалів.
- Кільцем Дедекінда називається область цілісності R кожен ідеал якої є проективним модулем над R.

## Властивості
- Для кільця Дедекінда R виконується так звана китайська теорема про залишки: для даного скінченного набору ідеалів Ii і елементів xi кільця R, i=1,2,...,n система порівнянь  {\displaystyle x\equiv x_{i}{\pmod {I_{i}}}} має розв'язок {\displaystyle x\in R} тоді і тільки тоді, коли {\displaystyle x_{i}\equiv x_{j}{\pmod {I_{i}+I_{j}}}}, для {\displaystyle i\neq j}.
- Для будь-якої мультиплікативної підмножини {\displaystyle S} у кільці Дедекінда {\displaystyle R} локалізація {\displaystyle R_{S}} теж є кільцем Дедекінда.
- Кільце Дедекінда, що має лише скінченну кількість простих ідеалів є кільцем головних ідеалів.
- Фактор-кільце кільця Дедекінда за будь-яким ненульовим ідеалом є кільцем головних ідеалів.
- Кільце Дедекінда є факторіальним кільцем тоді й лише тоді, коли воно є кільцем головних ідеалів.
- Нехай {\displaystyle R} — кільце Дедекінда, {\displaystyle I} — його ненульовий ідеал і {\displaystyle a\in I} — довільний елемент ідеалу. Тоді існує такий елемент {\displaystyle b\in I}, що елементи {\displaystyle a,b} породжують {\displaystyle I}. Зокрема кожен ідеал кільця Дедекінда породжується щонайбільше двома елементами.
- Дробові ідеали кілець Дедекінда утворюють групу. Фактор-група цієї групи по підгрупі головних дробових ідеалів називається групою класів ідеалів. У 1966 році Клеборн довів, що для кожної абелевої групи {\displaystyle G} існує кільце Дедекінда група класів ідеалів якого ізоморфна {\displaystyle G}. Лідам-Грін показав, що таке кільце можна завжди отримати як ціле замикання кільця головних ідеалів у квадратичному розширенні його поля часток.

## Модулі над кільцем Дедекінда
Для кілець Дедекінда існує структурна теорема скінченнопороджених модулів яка є близькою до такої теореми для кілець головних ідеалів.
Нехай {\displaystyle R} — кільце Дедекінда і {\displaystyle M} — скінченнопороджений модуль над ним. Нехай {\displaystyle T\subset M} позначає підмодуль кручення, тобто підмодуль таких елементів {\displaystyle m\in M}, що {\displaystyle rm=0} для деякого {\displaystyle 0\neq r\in R}. Тоді {\displaystyle M=T\oplus P}, де {\displaystyle P} — модуль без кручень.
Тому для класифікації скінченнопороджених модулів достатньо класифікувати всі такі модулі кручень і модулі без кручень.
Для модуля кручень {\displaystyle T\cong R/I_{1}\oplus \ldots \oplus R/I_{n}}, де для ідеалів виконуються включення {\displaystyle I_{i}\supseteq I_{i+1}}. Цей розклад є єдиним з точністю до ізоморфізму.
Для модулів без кручень {\displaystyle P\cong R^{n}\oplus I}, де {\displaystyle I} — ідеал кільця і {\displaystyle R^{n}\oplus I\cong R^{m}\oplus J\iff n=m\;\land \;I\cong J.}